# بوریس مک‌گیور
بوریس مک‌گیوِر (انگلیسی: Boris McGiver؛ زادهٔ ۲۳ ژانویهٔ ۱۹۶۲) یک بازیگر سینما اهل ایالات متحده آمریکا است. وی از سال ۱۹۸۷ میلادی تاکنون مشغول فعالیت بوده‌است.
از فیلم‌هایی که در آن نقش داشته می‌توان به خانه پوشالی، لینکلن، اودسا کوچک و کانی و کارلا اشاره کرد.